# ۱۷ اردیبهشت
۱۷ اردیبهشت چهل و هشتمین روز سال در گاه‌شماری خورشیدی است. به پایان سال ۳۱۷ روز (۳۱۸ روز در سال کبیسه) باقی‌است.

## رویدادها
- ۱۳۲۴  - تسلیم بدون قید و شرط آلمان نازی و پایان جنگ جهانی دوم در اروپا
- ۱۳۲۹ - بازگرداندن پیکر بی‌جان رضاشاه به ایران
- ۱۳۲۹ - چاپ دو سری تمبر تدفین رضاشاه پهلوی

## زادروزها
- ۱۳۱۱ - یدالله رؤیایی، شاعر
- ۱۳۳۲ - علیرضا داوودنژاد، کارگردان
- ۱۳۳۶ - حبیب‌الله صادقی، نقاش
- ۱۳۵۱ - اصغر فرهادی، فیلم‌ساز

## درگذشت‌ها
- ۱۳۶۹ - احمد ارچنگ، نقاش
- ۱۳۷۰ - مهرداد اوستا، نویسنده
- ۱۳۷۴ - گیتی پاشایی، خواننده
- ۱۳۸۹ - باربد طاهری، تهیه‌کننده فیلم
- ۱۳۹۰ - محمدصادق رجحان، پزشک بافت‌شناسی
- ۱۳۹۱ - ایرج قادری، کارگردان[۱]
- ۱۳۹۶ - غلامرضا پهلوی، از فرزندان رضاشاه و توران امیرسلیمانی
- ۱۳۹۷ - اسدالله ایمانی، نماینده استان فارس در مجلس خبرگان رهبری
- ۱۴۰۴ - شیوا ارسطویی، داستان‌نویس، مترجم و شاعر

## مناسبت‌ها
- روز اسناد ملی در ایران[۲]
- روز اسناد و مدارک پزشکی